# Col de Prayé
Le col de Prayé (ou Prayez) est un col des Vosges. Situé à 5 km à vol d'oiseau au sud-ouest du Grand Donon, et à mi-chemin entre Rambervillers et Strasbourg, il menait par des chemins soit aux Minières et à Grandfontaine, sous le Donon, soit en descendant le ruisseau de la Voite basse au sud de la Tête Mathis, au Haut-Fourneau et à Framont. La seule voie carrossable conduit au haut des prés de la Crache, entre La Corbeille et la Haute Abraye.

## Géographie
On accède au col par Moussey, dernière localité de la vallée du Rabodeau, un affluent de la Meurthe en rive droite, qui prend sa source au col de Prayé. Du côté alsacien, on peut descendre vers le village de Grandfontaine ou rejoindre le col du Donon.
Autrefois, le Rabodeau naissait à l'occasion des confluences en aval, et le diverticule qui coulait en aval du col de Prayé se nommait le Grand Bras ou ruisseau du Grand Bras.

## Histoire

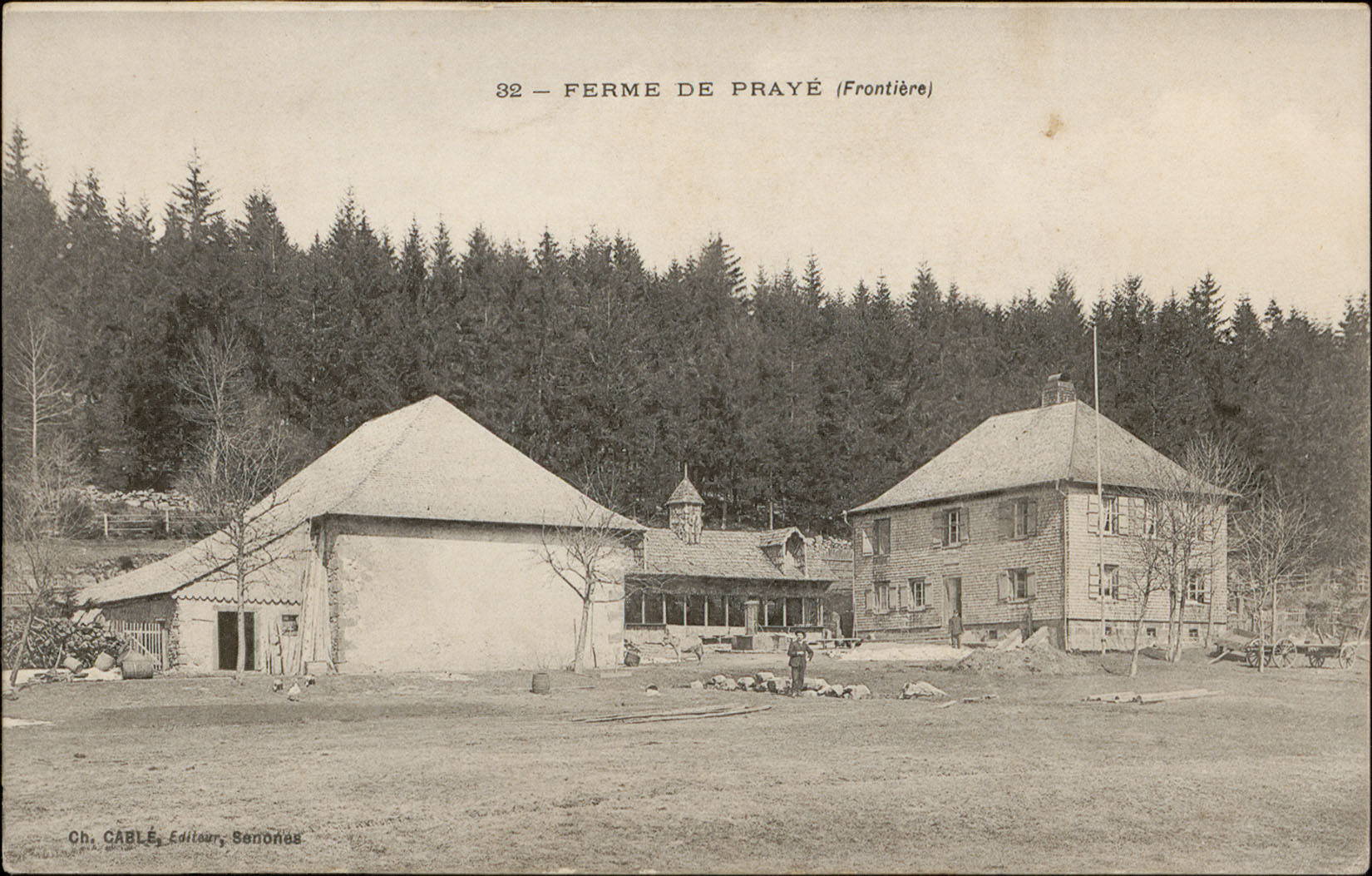
Ferme de Prayé (frontière).

Marc Brignon admet qu'au XIVe siècle le petit pré se situe tout contre les chaumes. Deux siècles plus tard, ce secteur est défini comme un canton forestier, administré par la gruerie des comtes et princes de Salm, qui contient aussi une modeste chaume avec sa marcairie. Il se situe précisément dans la marche de la vieille scie de la goutte de la Mer avant 1589. Il s'agit d'appellation de canton forestier, déterminée par les scieries les plus proches. Cette vieille scie peut être identifiée à la scie de la goutte de la Maix, au siècle suivant, qui appartient ensuite longtemps aux comtes de Salm, même au temps de la principauté.
Au XVIIe siècle, les mentions sont plus nombreuses : prayel en 1615 par le bois de Prayel où 46 bœufs en paisson illégale sont confisqués comme épaves, praé en 1620, puis les variantes praez et préez. La scierie de la confluence entre le ruisseau des Loges et le ruisseau de Préez attesté le 21 mai 1688, confluence où naît le premier Rabodeau, reçoit les bois des cantons forestiers en amont appartenant à la principauté.
Au XVIIIe siècle, le toponyme Prayé est fixé, avec des variantes graphiques Praÿé le 26 mai 1731, Prayée en 1743, Praié en 1775, voire Preyé, qui montre qu'il ne s'agit pas encore d'un son [a] ou [ay] central pour certains locuteurs autochtones. Au XIXe siècle, les chaumes disparues, le Prayé ou la clairière du Prayé, sont mentionnés pour indiquer le lieu-dit de la maison forestière et l'auberge. Marc Brignon considère la version « col du Prayé » comme fautive, mais il doit reconnaître que certains locuteurs montagnards l'emploient communément en marge du monde écrit. Ne disent-ils pas, avec leur fort accent aspiré et une mouillure excessive, la clairière ou col du Préillé (sic), où l'on perçoit aisément le sens de petit pré, voire une connotation insolite de prière à la nature, alors que la prononciation neutre et standard en est dépourvue.    
Après 1871, le col devient plus que jamais un lieu touristique, fréquenté paisiblement par les marcheurs français et allemands. La maison forestière se dédouble en auberge.
L'après-midi du 29 août 1903, un groupe d'une trentaine de garçons, de la colonie expérimentale de Celles-sur-Plaine, parvient sur la plateforme de la maison forestière de Prayé à 100 mètres de la frontière. Les petits Nancéiens organisent, avec l'appui de leur moniteur, l'instituteur E. Lombart, une cérémonie patriotique sur le bord de la route, demandant à élever la grande oriflamme tricolore en haut du grand mât. Ils entament à pleine voix La Marseillaise, l'Hymne à la Liberté et le Chant des droits.
En 1918, à la suite des importants travaux militaires allemands instaurant un réseau de communication en arrière du front, le col de Prayé était un important centre de passage routier et ferroviaire à voie étroite pour les convois logistiques.
Au XXe siècle, le col de Prayé et ses environs sont des lieux de loisir citadin, notamment consacrés au ski de fond en hiver, au camping et au pique-nique en été.

## Infrastructures

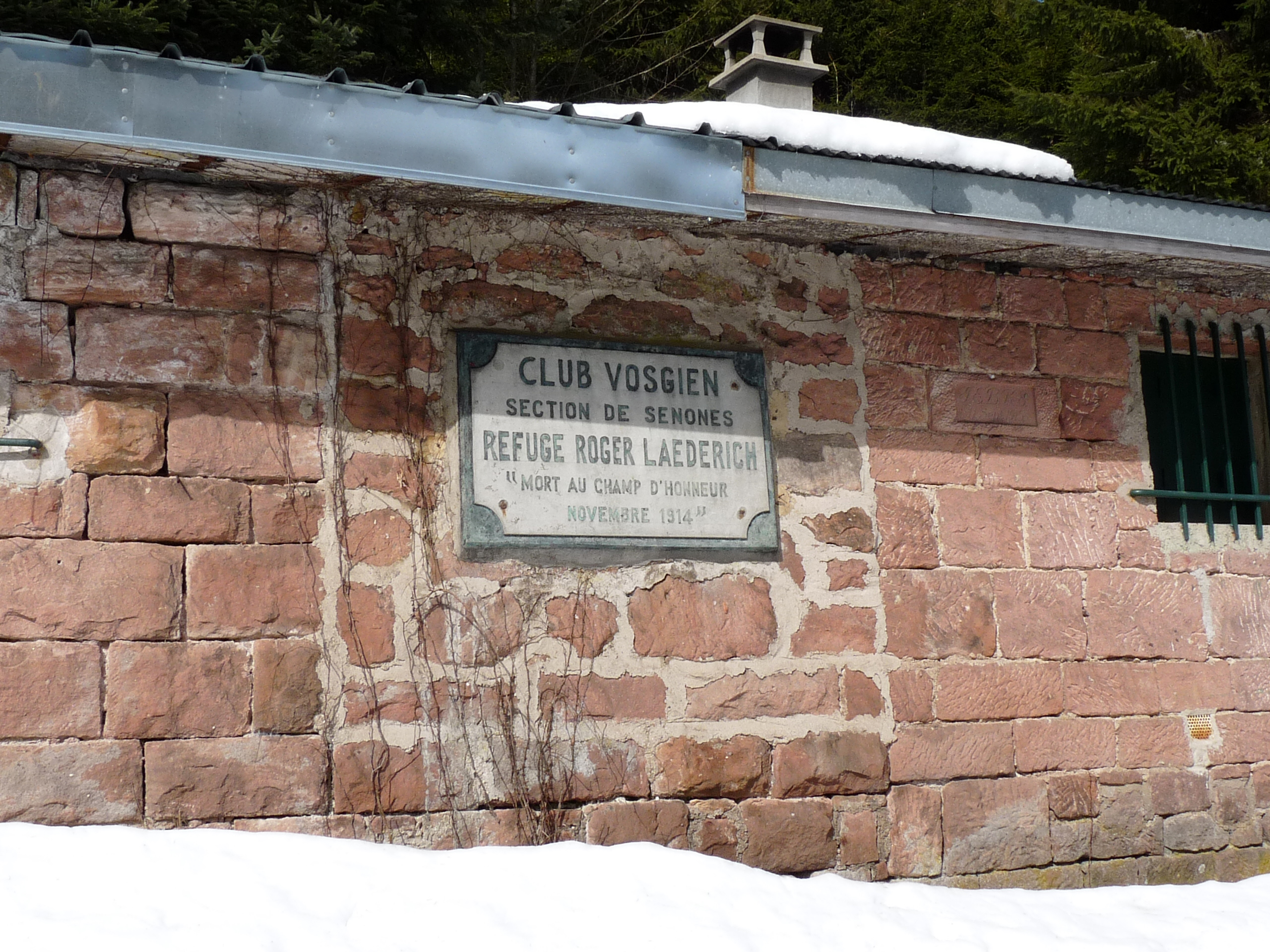
Le refuge Roger-Laederich.

Le refuge Roger-Laederich se trouvait en 1914 sur la frontière française et allemande. Propriété de l'Office national des forêts, il est géré pour la partie droite par le Club vosgien et pour la partie gauche par l'Association Sports et Loisirs de Moussey.